# Kohiponim
Kohiponim (współhiponim) – wyraz, który wraz z innymi wyrazami pozostaje w relacji hiponimii do określonego słowa. Na przykład wyrazy jamnik, buldog i wilczur, oznaczające rasy psów, są hiponimami względem wyrazu pies (będącego ich hiperonimem), a zarazem kohiponimami dla siebie nawzajem. Podobnie rzeczowniki: stokrotka, niezapominajka czy tulipan względem siebie są kohiponimami, ponieważ wszystkie są hiponimami wyrazu kwiat.